# Andrés Manuel del Río

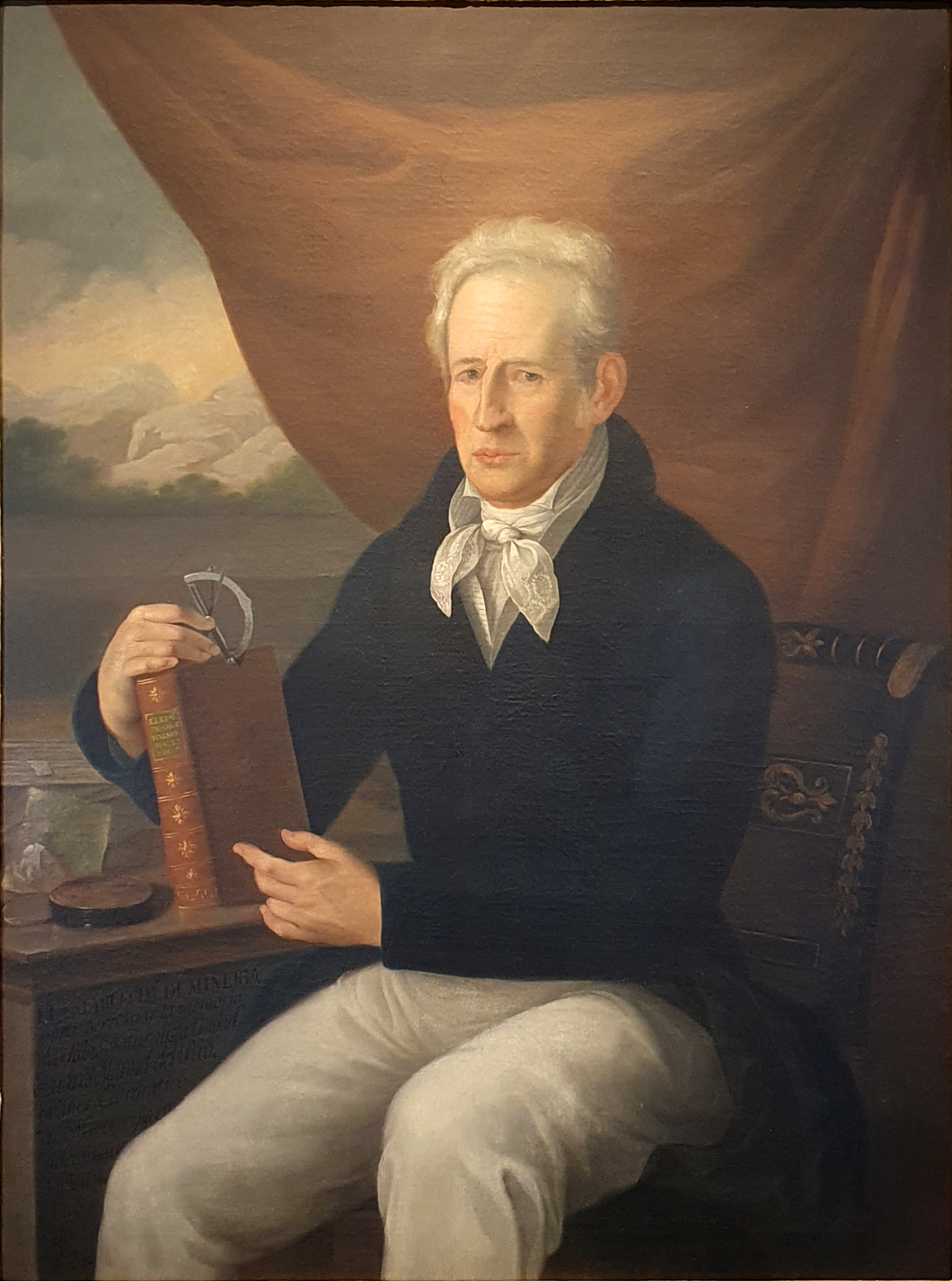
Andrés Manuel del Río (1825)

Andrés Manuel del Río (Madrid, 10 november 1764 – Mexico-Stad, 23 maart 1849) was een Spaans-Mexicaans mineraloog die bekend werd als de ontdekker van het element vanadium in 1801.

## Opleiding en beroep
Na een klassieke opleiding behaalde del Río aan de Universiteit van Alcalá de Henares op de leeftijd van 15 jaar zijn bachelor. Twee jaar later ging hij via privé-onderwijs natuurkunde studeren, waarna hij zich op het gebied van mineralogie specialiseerde. In juni 1782 verkreeg hij een studiebeurs van de Spaanse kroon waarna hij aan de Koninklijke Academie voor Mijnbouw chemie, geologie, mineralogie en mijnbouwtechniek studeerde. Vanaf 1783 werd del Río naar het Parijse Collège de France gestuurd, waar hij bij Jean Pierre d’Arcet (1777–1844) studeerde. In 1789 ging hij naar Freiberg in Saksen en ontmoette daar onder de vleugels van directeur Abraham Gottlob Werner (1719–1781) ook Alexander von Humboldt (1769–1859), waarmee hij bevriend raakte. Beiden behaalden in Freiberg een academische graad. Del Río werd daarna van 1791 tot 1793 in Parijs assistent van Antoine Lavoisier (1743–1794). Na diens arrestatie vluchtte del Río naar Engeland en reageerde daar in 1794 op een vacante plaats aan de Universidad Nacional Autónoma de México in Mexico-stad als professor mineralogie.

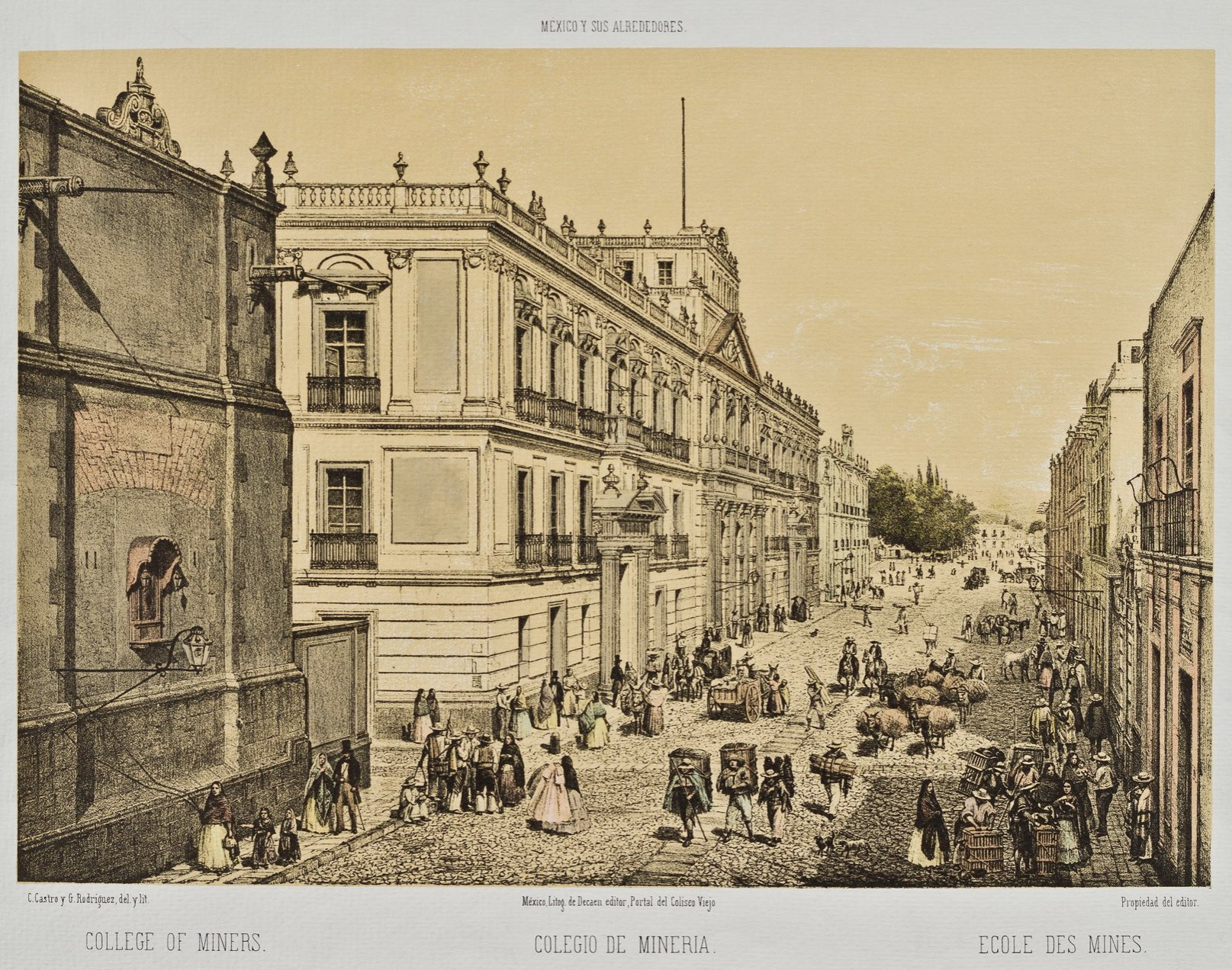
Palacio de mineria

In 1820 werd del Río afgevaardigde van het Spaanse Cortes Generales. Als liberaal was hij voor de onafhankelijkheid van Nieuw-Spanje. Hij bevond zich in Madrid, toen Mexico in 1821 onafhankelijkheid verkreeg. Men verlangde van hem dat hij in Spanje bleef; hij gaf er echter de voorkeur aan om naar zijn nieuwe vaderland Mexico terug te gaan, waar hij trouwde met een Mexicaanse.
Andrés Manuel del Río had een succesvolle wetenschappelijke carrière. Hij was een van de stichters van het Palacio de Minería en legde de grondslag voor het Geologisch Instituut van de Universidad Nacional Autónoma de México. Hij was lid van de Koninklijke Academie van Wetenschappen (Real Academia de Ciencias) in Madrid, van de Wernerian Natural History Society van Edinburgh, en van de Franse academie van Wetenschappen, Académie des sciences. Later was hij voorzitter van de Geological Society of Philadelphia en de New York Academy of Sciences.
Met uitzondering van een vierjarig verblijf in de Verenigde Staten (1829–1833) verliet Andrés Manuel del Río tot zijn dood in 1849 Mexico niet meer.
Zijn omvangrijk wetenschappelijk werk omvat de ontdekking en beschrijving van verschillende mineralen, en nieuwe methoden tot winning van ertsen middels mijnbouw.

## Ontdekkingvanadium
Del Río kreeg in 1801 monsters uit de mijn Purísima del Cardenal in Zimapán in Hidalgo toegestuurd. Bij onderzoek aan het looderts plomo pardo kwam del Río tot de slotsom dat hij een nieuw metaalachtig element had gevonden. Het vanadiniet (loodvanadaat) bevatte verbindingen met een nieuw element, waarvan de chemie niet op andere hem bekende elementen leek.
Met verschillende proeven verkreeg hij verbindingen van verschillende kleuren. In de eerste publicaties in 1802 noemde hij het Panchromium (pancromo, alle kleuren). Later veranderde hij de benaming in Erythronium (eritrono, rood), wegens de rode alkalizouten van het element.
In 1803 bereikte zijn vriend Alexander von Humboldt (1769–1859) Mexico-stad. Wat betreft het nieuwe element vermoedde hij dat del Río slechts op het al in 1797 ontdekte chroom was gestuit. Humboldt nam bij zijn terugkeer naar Europa in 1804 monsters van het erts mee en liet deze in Parijs door Collet-Descotils (1773–1815) onderzoeken. De analyses van Collet-Descotil gaven als onjuist resultaat, dat de monsters slechts chroom bevatten.
Alexander von Humboldt voelde zich in zijn mening bevestigd en wees del Ríos oorspronkelijke veronderstelling, een nieuw element ontdekt te hebben, af. Het zou gaan om looderts met chroomverontreiniging. Del Río nam zelf de conclusies over en concludeerde dat bij zijn analyse een fout was voorgekomen.
In 1830 lukte het de Zweedse chemicus Nils Gabriel Sefström (1787–1845) vanadium te herontdekken. Kort daarop bewees Friedrich Wöhler (1800–1882) dat het bij vanadium en  erythronium om identieke elementen ging. Del Río kon het Humboldt nooit vergeven, dat deze zijn ontdekking niet ondersteunde en daarmee de ontdekking van het nieuwe metaal met 40 jaar had vertraagd.